# Helmut Ziegner
Helmut Ziegner (né le 20 août 1921 à Berlin, mort le 5 juillet 2006 dans la même ville) est un acteur allemand. Il crée une fondation pour la réinsertion des détenus et des sortants de prison, ainsi que pour les jeunes vulnérables et défavorisés.

## Biographie
En octobre 1948, en tant qu'employé de la RIAS, Helmut Ziegner participe à une représentation théâtrale par des détenus de la prison de Lehrter Strasse. Il est moins impressionné par le spectacle que par la vie désolée des prisonniers. Ainsi, en 1948, il a commencé à collecter des vêtements pour les prisonniers à Berlin, ville en ruines. Il s'organise dans une fondation, Universal-Stiftung Helmut Ziegner, formée en 1957.
En plus du théâtre, Ziegner travaille également pour le cinéma et la télévision. Dans les années 1950, il joue des adaptations de contes de fées de Förster Film, compagnie d'Alfred Förster. En 1970, il apparaît dans le premier épisode de la série ARD Recht oder Unrecht.

## Filmographie
- 1955 : Le Chat botté
- 1955 : Rumpelstilzchen
- 1957 : Effervescence au pays de cocagne
- 1964 : Meine Frau Susanne, épisode Der Lottoschein (série télévisée)
- 1970 : Recht oder Unrecht (de), épisode Der Fall Krumbholz (premier de la série télévisée)

## Source de traduction
- (de) Cet article est partiellement ou en totalité issu de l’article de Wikipédia en allemand intitulé « Helmut Ziegner » (voir la liste des auteurs).

1. ↑  (en) Société Internationale de Sociologie des Religions, Religion and the Secular in Eastern Germany, 1945 to the Present, Brill, 2010, 224 p. (ISBN 9789004184671, lire en ligne), p. 179